# Harrison Schmitt
Harrison Schmitt (n. 3 iulie 1935, Santa Rita⁠(d), Comitatul Grant, New Mexico, New Mexico, SUA) este un astronaut american, membru al echipajului spațial Apollo 17, al 12-lea om care a pășit pe suprafața Lunii.